# Guia de ondas
Um guia de ondas é uma estrutura que guia ondas, tais como ondas eletromagnéticas ou ondas sonoras. Elas permitem que um sinal se propague com perda mínima de energia restringindo a expansão a uma ou duas dimensões. Este é um efeito semelhante às ondas de água restritas dentro de um canal, ou por que as armas têm tambores que restringem a expansão de gás quente para maximizar a transferência de energia para suas balas